# Zeche Valeria
Die Zeche Valeria in Hattingen-Bredenscheid ist ein ehemaliges Steinkohlenbergwerk. Das Bergwerk war auch unter dem Namen Zeche Valerie bekannt. Die Zeche Valeria gehörte zu den Gründungsmitgliedern des Vereins für Bergbauliche Interessen.

## Bergwerksgeschichte
Am 2. September des Jahres 1844 wurde ein Längenfeld verliehen. Im Jahr 1857 wurde das Bergwerk in Betrieb genommen. Das Grubenfeld wurde durch den Bräutigam Erbstollen gelöst. Ab dem Jahr 1859 wurden die abgebauten Kohlen durch den Bräutigam Erbstollen gefördert. Im Laufe des Jahres 1865 wurde das Bergwerk stillgelegt, aber im Jahr 1870 wieder in Betrieb genommen. Im Jahr 1874 waren die Lagerstättenvorräte oberhalb der Stollensohle abgebaut. Noch im selben Jahr wurde die Zeche Valeria endgültig stillgelegt. Ab dem Jahr 1890 fiel die Berechtsame an den Carl Friedrich’s Erbstollen. Später ging die Berechtsame an die Zeche Blankenburg. Im Jahr 1907 fiel die Berechtsame an die Zeche Johannessegen.

## Förderung und Belegschaft
Die ersten bekannten Belegschaftszahlen stammen aus dem Jahr 1858, in diesem Jahr waren 20 Bergleute auf dem Bergwerk beschäftigt. Die ersten bekannten Förderzahlen stammen aus dem Jahr 1872, in diesem Jahr wurden mit 35 Beschäftigten 6614 Tonnen gefördert. Im Jahr 1874 wurden 1725 Tonnen Steinkohle gefördert. Dies sind die letzten bekannten Förderzahlen des Bergwerks.